# 乔治·贝拉斯·格里诺
乔治·贝拉斯·格里诺（英語：George Bellas Greenough，1778年1月18日—1855年4月2日）是一位英国地质学家。

## 生平
曾在1820年出版了英格兰和威尔士的地质图，在1855年出版了英属印度的地质图，1807年当选皇家学会会士，1818–1820年间和1833–1835年间两次担任伦敦地质学会会长，1839–1841年间担任英國皇家地理學會会长。

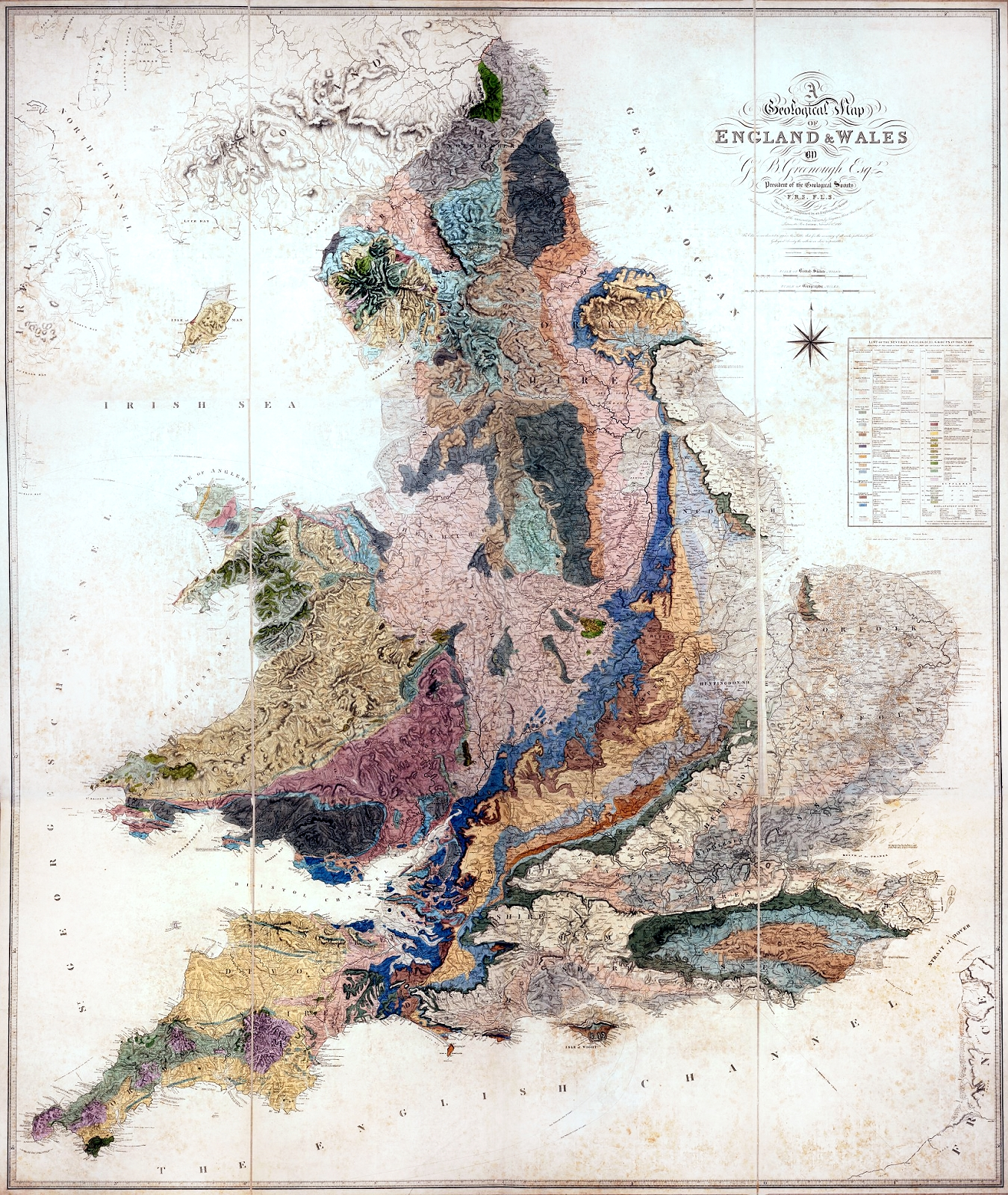
1820年出版的英格兰-威尔士地质图

1855年出版的英属印度地质图